# 33343 Madorobin
33343 Madorobin è un asteroide della fascia principale. Scoperto nel 1998, presenta un'orbita caratterizzata da un semiasse maggiore pari a 2,3203158 UA e da un'eccentricità di 0,0730560, inclinata di 7,28066° rispetto all'eclittica.